# Komparativsatz in der spanischen Sprache
Unter einem Vergleichssatz oder Komparativsatz,   oración comparativa versteht man in der Grammatik eine spezielle Form eines adverbialen Nebensatz (Protasis), oración subordinada adverbial der einen Vergleich zu einem Sachverhalt ausdrückt, der im Hauptsatz benannt ist. So vergleicht der komparative Nebensatz (Protasis) entweder nach der Art und Weise oder nach dem Grad, Intensitäten, Quantitäten etc. nach, das Hauptsatzgeschehen (Apodosis) mit dem Geschehen, Tatbestand oder Handlung des Nebensatzes. 

## Erläuterung
Beide Sätze stehen damit in einem korrelierenden Abbildverhältnis zueinander, in dem die Identität von Personen und Sachen, ihre Anzahl und Eigenschaften sowie Handlungen bzw. Aussagen zueinander abgleichbar werden. Als Ergebnis kann die Gleichheit oder Ungleichheit, eine allgemeine Ähnlichkeit oder Unähnlichkeit oder ein konkreter Unterschied festgestellt werden. Formal gibt der Komparativsatz einen auf Vergleichbarkeit (Ähnlichkeit, Unähnlichkeit) beruhenden, wahrgenommenen Umstand an. Im Deutschen verwendet man etwa die Konjunktionen und Adverbien:
```
 
wie, als, als ob, je ... desto, so beschaffen ... wie, nicht so sehr ... als vielmehr, so ... wie, ebenso viele ... wie, derselbe ... wie, lieber ... als, besser ... als, je ... desto
```

Die wichtigsten vergleichenden Konnektoren sind  die Konjunktionen, conjunciones comparativas, sind im Spanischen :
| spanische Wörter             | deutsche Übersetzungen                                   |
| ---------------------------- | -------------------------------------------------------- |
| más ... que                  | mehr ... als                                             |
| mejor ... que                | besser ... als                                           |
| peor ... que                 | schlechter ... als                                       |
| tanto ... cuanto             | dadurch, dass; angenommen dass                           |
| igual que                    | genauso wie; ebenso wie                                  |
| lo mismo que                 | das Gleiche wie                                          |
| tal como                     | genau wie; so wie                                        |
| como si                      | als ob; wie wenn                                         |
| más vale ... que             | lieber als                                               |
| menos ... que                | weniger als                                              |
| conforme                     | gleichsam                                                |
| inferior a                   | weniger als; geringer als                                |
| equivalente a                | gleichwertig wie                                         |
| tanto como                   | genauso viel wie                                         |
| de lo que                    | als das was                                              |
| cuanto más... (tanto) más... | je mehr ..., desto mehr ...; je mehr ... umso mehr       |
| cuanto más..., menos...      | je mehr ..., desto weniger ...                           |
| cuanto menos... (tanto) más  | je weniger ..., desto mehr ...; je weniger ... umso mehr |
| mientras más..., más...      | je mehr ..., desto mehr ...                              |

```
 
No es 
lo mismo que
 sentirse infeliz o melancólico.
 
Nicht es ist das gleiche zu fühlen sich unglücklich oder melancholisch.

 
El precio del petróleo es 
igual que
 al día de ayer.
 
Der Preis des Petroleums ist ebenso wie am Tag von gestern.

 
Don Félix es 
más
 inteligente de lo 
que
 aparenta.
 
Don Felix ist mehr intelligent als das was es erscheint.

 
La calidad del refresco es 
inferior a
 la del agua de grifo reposada.
 
Die Güte der Erfrischungen ist geringer als die von Leitungswasser abgestandenen.

 
Mi medida de las caderas es equivalente a la de Juanita.
 
Mein Hüftweite ist genauso wie die von Juanita.

 
¿Que es mas fuerte Spider o Coupé? El motor del Tauro V8 Spider es menos potente que el del Tauro V8 Coupé.
 
Was ist mehr stärker der Spider oder der Coupé? Der Motor des Tauro V8 Spider ist weniger stark als der des Tauro V8 Coupé.
```

| Satzteil 1                                                         | Satzteil 2               |
| ------------------------------------------------------------------ | ------------------------ |
| Protasis                                                           | Apodosis                 |
| Nebensatz                                                          | Hauptsatz                |
| Oración subordinada                                                | Oración principal        |
| „So-Teil“                                                          | „Wie-Teil“               |
| Antezendens, antecedente                                           | Konsequens, consiguiente |
| „Vordersatz“                                                       | „Nach- oder Folgesatz“   |
| Eigenschaften eines Gegenstands, Beschaffenheit eines Sachverhalts | Tatbestände, Handlungen  |
| Unabhängig                                                         | Abhängig                 |
| Koordination                                                       | Subordination            |

Um den vergleichenden Teil im Nebensatz (Protasis) nicht mehr wiederholen zu müssen, wird er oft weggelassen. Bei einer genaueren Betrachtung des Satzes aber, etwa zu syntaktischen Analyse, muss dieser mit einbezogen werden. – Beispiele:
```
 
Juan es más tonto que su hermano (es tonto).
 
Juan ist dümmer als sein Bruder (der dumm ist).

 
Tengo
 tantos 
instrumentos
 como 
tú (tienes) estatuas.
 
Ich habe genausoviel Musikinstrumente wie du (hast) Statuen.
```